# Sedum microsepalum
Sedum microsepalum är en fetbladsväxtart som beskrevs av Bunzo Hayata. Sedum microsepalum ingår i Fetknoppssläktet som ingår i familjen fetbladsväxter. Inga underarter finns listade i Catalogue of Life.